# Parlamentswahl in Grönland 1975
Am 10. April 1975 wurden zum siebten und letzten Mal Wahlen zu Grønlands Landsråd abgehalten. Die Zahl der Wahlberechtigten betrug 24.286, die Wahlbeteiligung 66,8 %.

## Wahlrecht
In den 16 Wahlkreisen standen je zwei bis acht Kandidaten zur Wahl, von denen der Kandidat mit der höchsten Stimmenzahl (relative Mehrheit) gewählt wurde. Zusätzlich konnte ein Ausgleichsmandat für eine Partei oder Liste erzielt werden, wenn deren Kandidaten zusammen mehr als ein Sechzehntel der abgegebenen gültigen Stimmen erzielten. Zu dieser Wahl traten keine Parteien aber einige Listen an. Die meisten Kandidaten waren jedoch, wie bei den Wahlen zuvor, unabhängige Einzelkandidaten.

## Ausgangslage
Im 1971 gewählten grönländischen Landsråd saßen 16 unabhängige Mitglieder sowie ein Vertreter der Grönländischen Fischer- und Jägerorganisation (KNAPK). Landesratsvorsitzender war Lars Chemnitz, sein Stellvertreter Jonathan Motzfeldt.

## Teilnehmende Listen
Zur Wahl traten neben den unabhängigen Kandidaten vier verschiedene Listen an:
| Liste | Liste                                                | Kürzel | Deutsche Bedeutung                                     |
| ----- | ---------------------------------------------------- | ------ | ------------------------------------------------------ |
|       | Grønlands Arbejder Sammenslutning                    | GAS    | Grönlands Arbeiterzusammenschluss                      |
|       | De Grønlandske Kvindeforeningers Sammenslutning      | GKS    | Zusammenschluss der grönländischen Frauenvereinigungen |
|       | Kalaallit Nunaanni Aalisartut Piniartullu Kattuffiat | KNAPK  | Grönländischer Fischer- und Jägerverbund               |
|       | Listenverbindung Ole Mikiki & Tonny Pedersen         | LV     |                                                        |

## Ergebnisse

### Gesamtergebnis
- GAS: 1
- KNAPK: 2
- Unabh.: 14

| Liste                       | Liste                                                        | Stimmen | Stimmen | Stimmen | Sitze  | Sitze |
| Liste                       | Liste                                                        | Anzahl  | %       | +/−     | Anzahl | +/−   |
| --------------------------- | ------------------------------------------------------------ | ------- | ------- | ------- | ------ | ----- |
|                             | Unabhängige Kandidaten                                       | 12.283  | 79,5    | −5,2    | 14     | −2    |
|                             | Grønlands Arbejder Sammenslutning (GAS)                      | 1.437   | 9,3     | +6,9    | 1      | +1    |
|                             | Kalaallit Nunaanni Aalisartut Piniartullu Kattuffiat (KNAPK) | 1.161   | 7,5     | +1,0    | 2      | +1    |
|                             | De Grønlandske Kvindeforeningers Sammenslutning (GKS)        | 410     | 2,7     | −0,1    | –      | ±0    |
|                             | Listenverbindung Ole Mikiki & Tonny Pedersen (LV)            | 155     | 1,0     | +1,0    | –      | ±0    |
| Gesamt                      | Gesamt                                                       | 15.446  | 100,0   |         | 17     | ±0    |
| Gültige Stimmen             | Gültige Stimmen                                              | 15.446  | 95,2    |         |        |       |
| Leere und ungültige Stimmen | Leere und ungültige Stimmen                                  | 786     | 4,8     |         |        |       |
| Wahlbeteiligung             | Wahlbeteiligung                                              | 16.232  | 66,8    |         |        |       |
| Wahlberechtigte             | Wahlberechtigte                                              | 24.286  | 100,0   |         |        |       |
| Quellen:                    |                                                              |         |         |         |        |       |

### Wahlkreisergebnisse
| Wahlkreis                                     | Gewählter Kandidat           | erhaltene Stimmen | %    | gültige Stimmen | Wahlbeteiligung (%) |
| --------------------------------------------- | ---------------------------- | ----------------- | ---- | --------------- | ------------------- |
| Nanortalik                                    | Hendrik Nielsen (n)          | 409               | 38,7 | 1054            | 78,0                |
| Julianehåb                                    | Jonathan Motzfeldt (w)       | 877               | 68,0 | 1329            | 77,6                |
| Narssaĸ                                       | Lars Godtfredsen (n)         | 389               | 44,7 | 903             | 73,0                |
| Frederikshåb                                  | Lamik Møller (KNAPK) (n)     | 205               | 23,2 | 942             | 59,1                |
| Godthåb                                       | Lars Chemnitz (w)            | 1774              | 60,7 | 3092            | 62,2                |
| Sukkertoppen                                  | Niels Carlo Heilmann (w)     | 597               | 49,0 | 1276            | 68,2                |
| Holsteinsborg                                 | Jørgen C. F. Olsen (w)       | 613               | 48,2 | 1333            | 71,6                |
| Kangâtsiaĸ                                    | Nikolaj Karlsen (w)          | 119               | 34,7 | 357             | 81,0                |
| Bugten (Jakobshavn & Christianshåb)           | Konrad Steenholdt (n)        | 864               | 61,1 | 1523            | 55,9                |
| Egedesminde                                   | Otto Steenholdt (w)          | 668               | 60,3 | 1151            | 65,1                |
| Godhavn                                       | Knud Kristiansen (n)         | 177               | 43,3 | 455             | 82,0                |
| Ũmánaĸ                                        | Severin Johansen (n)         | 259               | 30,0 | 911             | 64,0                |
| Upernavik                                     | Bendt Frederiksen (n)        | 214               | 32,6 | 672             | 73,8                |
| Thule                                         | Asiâjuk Sadorana (KNAPK) (n) | 103               | 52,0 | 230             | 65,5                |
| Angmagssalik                                  | Anders Andreassen (n)        | 241               | 34,8 | 730             | 62,9                |
| Scoresbysund                                  | Emil Ârĸê (n)                | 97                | 54,8 | 188             | 78,3                |
| Ausgleichsmandat                              | Ôdâĸ Olsen (GAS) (n)         | 702               |      |                 |                     |
| Anmerkung: (n) neu gewählt; (w) wiedergewählt |                              |                   |      |                 |                     |

### Listenergebnisse
Um ein Ausgleichsmandat zu erhalten, musste eine Liste mehr als 960 Stimmen erhalten. Das traf auf die Liste der GAS zu. Somit wurde ihr Kandidat mit den meisten Stimmen Ôdâĸ Olsen gewählt. Die KNAPK-Liste erhielt hingegen kein zusätzliches Mandat, da sie bereits mit zwei direkt gewählten Mandaten vertreten war. Die beiden anderen Listen blieben unter der notwendigen Anzahl von 960 Stimmen.

## Folgen
Die Wahl führte zu einer Stärkung der Listenkandidaten. So konnten insgesamt drei nicht unabhängige Kandidaten Mandate erzielen. Zwei davon gewann die Grönländische Fischer- und Jägerorganisation (KNAPK) direkt, während der Gewerkschaftsverband (GAS) ein Ausgleichsmandat erhielt. Die restlichen 14 Sitze gewannen unabhängige Einzelbewerber.
Lars Chemnitz wurde wieder zum Landesratsvorsitzenden und Jonathan Motzfeldt zu seinem Stellvertreter gewählt. Die nächste Parlamentswahl 1979 fand schon unter den veränderten Regeln der Hjemmestyre statt und führte zu einem Parlament (Inatsisartut) mit deutlich erweiterten Kompetenzen.